# Сушицкий, Симеон
Симеон Сушицкий из Сонненштейна (чеш. Simeon Sušický z Sonnenštejna; 1579 — 21 июня 1621, Прага, Чешское королевство) — пражский мещанин, член городского совета Старе-Места. Примкнул к антигабсбургскому восстанию 1618 года, после поражения был приговорён к смерти за измену, оскорбление величества и подстрекательство народа к мятежу. Был казнён 21 июня 1621 года на Староместской площади вместе с 26 своими товарищами. Очерёдность зависела от социального положения осуждённых (сначала паны, потом рыцари, потом мещане), и Сушицский стал 20-м. В отличие от большинства, его не обезглавили, а повесили на балке, закреплённой в окне ратуши. Перед Сушицким повесили его пасынка Яна Кутнауера.
Имя Симеона Сушицкого выбито на мемориальной доске, которую установили на стене Староместской ратуши. О казни его и товарищей напоминают кресты на брусчатке Староместской площади.